# Julie Høgh
Julie Dall Høgh (født 30. august 1999) er en dansk curlingspiller, der til dagligt spiller i Hvidovre Curling Club og i Gentofte Curling Club. Hun er sammen med klubkammeraten Mathilde Emma Halse og søstrene Denise Dupont og Madeleine Dupont fra Hvidovre Curling Club kvalificeret til vinter-OL 2018 i Pyeongchang, Sydkorea.